# Bine Prepelič
Bine Prepelič (Maribor, 5 augustus 2001) is een Sloveens basketballer.

## Carrière
Prepelič maakte zijn debuut voor KK Bistrica en speelde bij de club tot in 2018 in de derde klasse. Hij speelde daarna voor tweedeklasser KK Škofja Loka en voor het volgende seizoen bij KD Ilirija als uitleenbeurt. Na amper 1 wedstrijd voor KD Ilirija volgde drie seizoenen voor KK Helios Domžale. In 2022 verliet hij de Sloveense competitie en tekende bij de Belgische club Spirou Charleroi waar hij twee seizoenen speelde. In 2024 keerde hij terug naar Slovenië en tekende bij KK Cedevita Olimpija.

## Privéleven
Bine's broer Klemen Prepelič is ook een basketballer.